# Arábriga
Arabriga (Alenquer) foi uma antiga cidade da Lusitânia, fundada em 200 a.C. e, segundo uns historiadores, localizada entre Sesimbra e Outão; outros localizam-na na margem direita do Tejo a meio caminho da estrada que uniu Olisipo a Escálabis (Lisboa e Santarém).